# 社会主义解放党
社会主义解放党（土耳其語：Toplumcu Kurtuluş Partisi，缩写为1920 TKP）是土耳其的一个共产主义政党。该党成立于2016年11月12日，由土耳其共产党1920改组而成。该党的政治立场是极左翼。该党的意识形态是共产主义、马克思列宁主义。该党曾是联合六月运动的成员。